# Colonia Benito Juárez, Tlatlaya
Colonia Benito Juárez är en ort i Mexiko.   Den ligger i kommunen Tlatlaya och delstaten Mexiko, i den södra delen av landet, 140 km sydväst om huvudstaden Mexico City. Colonia Benito Juárez ligger 1 565 meter över havet och antalet invånare är 228.
Terrängen runt Colonia Benito Juárez är kuperad österut, men västerut är den bergig. Colonia Benito Juárez ligger uppe på en höjd. Runt Colonia Benito Juárez är det ganska glesbefolkat, med 47 invånare per kvadratkilometer. Närmaste större samhälle är San Mateo, 5,1 km nordost om Colonia Benito Juárez. I omgivningarna runt Colonia Benito Juárez växer huvudsakligen savannskog.